# Ivan Milev
Ivan Milev Lalev (bulharsky Иван Милев Лалев, 18. února 1897 Kazanlak – 25. ledna 1927 Sofie) byl bulharský malíř. Věnoval se převážně akvarelu a tempeře, ve své tvorbě spojoval bulharskou výtvarnou tradici s vlivy západní secese a expresionismu.
Bojoval v první světové válce a pak pracoval jako venkovský učitel. První samostatnou výstavu měl roku 1917 v rodném Kazanlaku. V letech 1920 až 1925 studoval na Národní umělecké akademii v Sofii u Stefana Badžova a v roce 1923 podnikl studijní cestu do Itálie. Jako karikaturista spolupracoval s časopisem Bulharské komunistické strany Červen smjach. Ilustroval knihy Edgara Allana Poe, Hannse Heinze Ewerse a Lalja Pončeva. Vytvářel scénografie pro Národní divadlo Ivana Vazova a divadelní studio Isaka Daniela. V soutěži na památník bulharské nezávislosti na hoře Šipka skončil na druhém místě. Milevovy obrazy mají často tragické náměty, které jsou však ztvárněny v orientálně dekorativním stylu. Zabýval se také společensky angažovanou tvorbou, je např. autorem obrazu Zářijové povstání.
Oženil se s operní pěvkyní Ekaterinu Naumovovou, měli jednu dceru. Zemřel ve věku třiceti let na španělskou chřipku. Některá z Milevových děl se ztratila za druhé světové války.
Jeho portrét se nachází na bankovce v hodnotě 5 leva. 

## Dílo

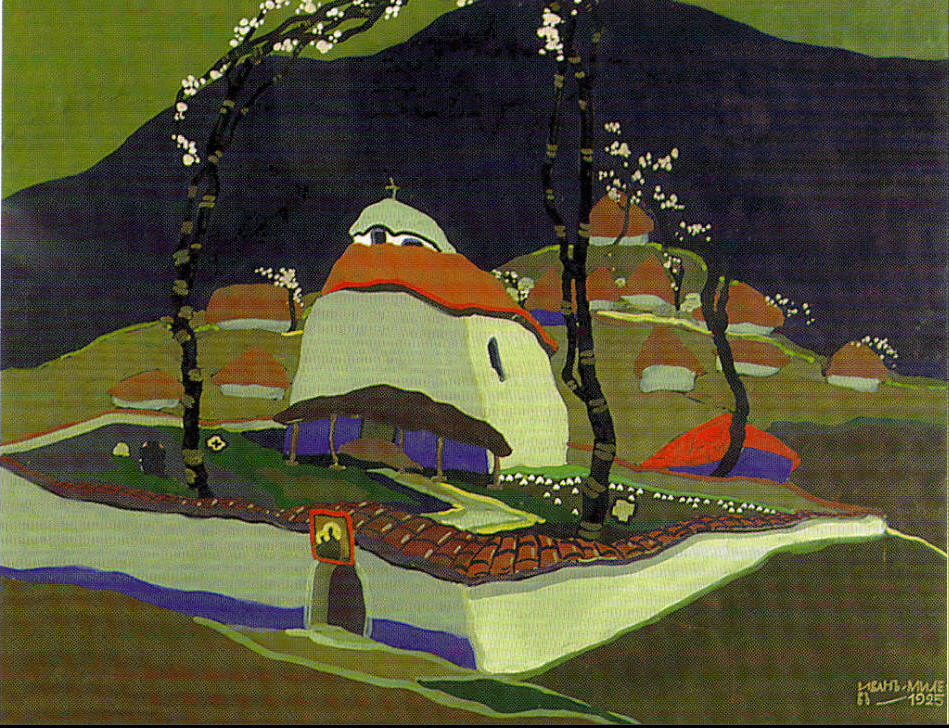
Klášter Magliž, 1924
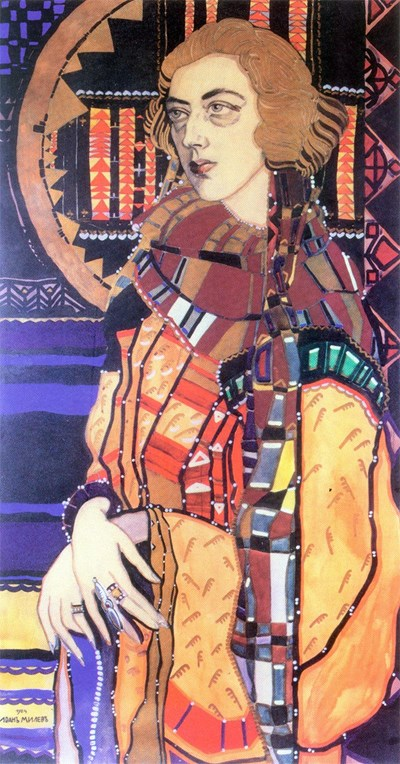
Portrét spisovatelky Anny Kamenovové, 1924
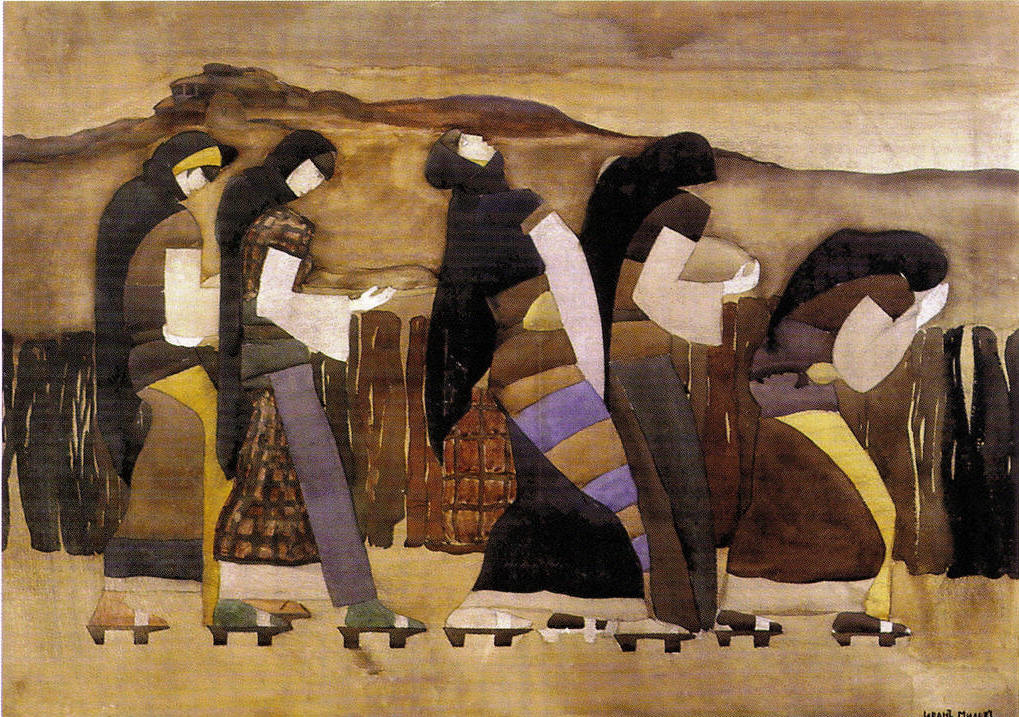
Naše matky chodí pořád v černém, 1926
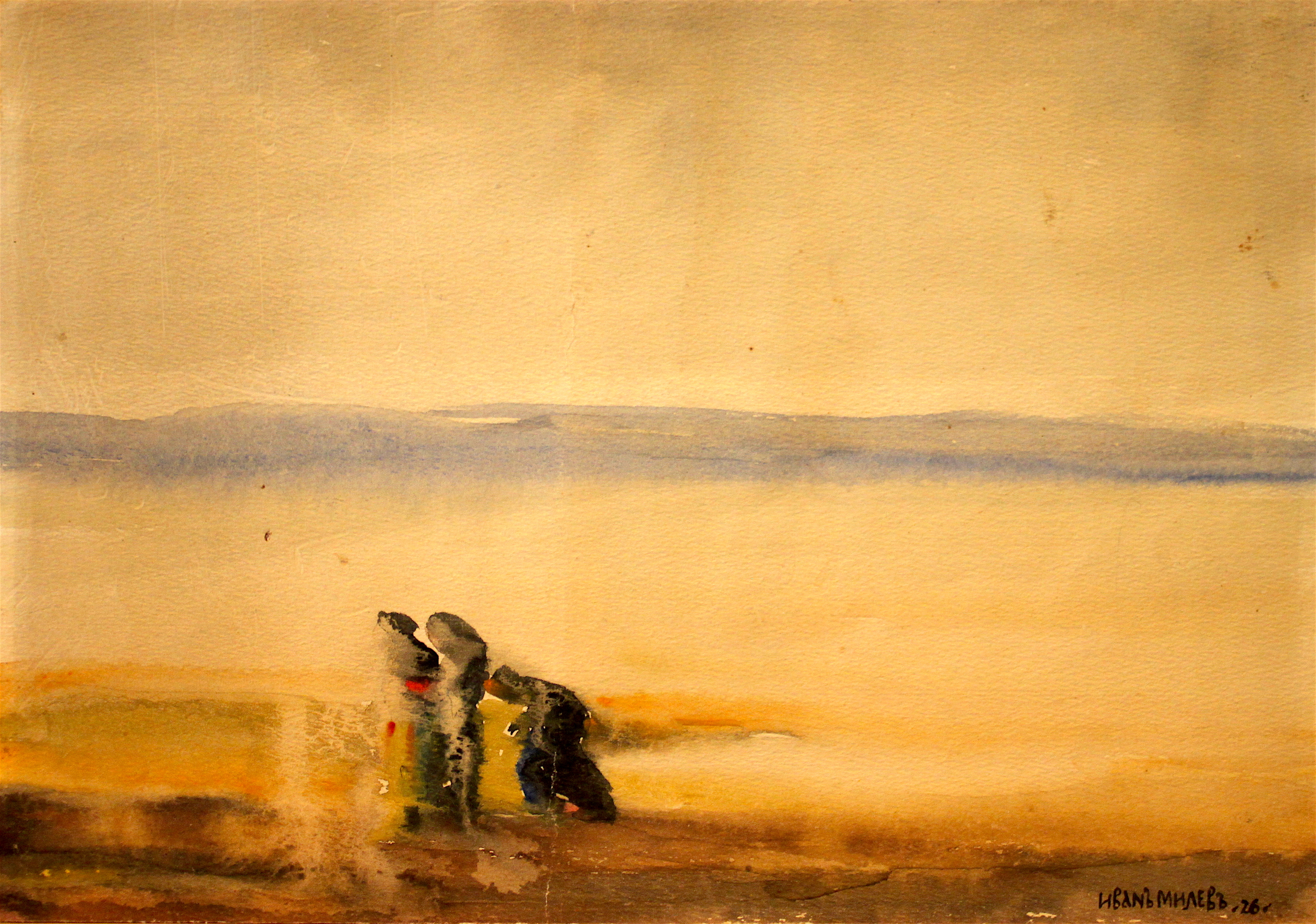
Běženci, 1926